# ヴィクトリア・ヒューズ
ヴィクトリア・ヒューズ、旧姓: ロジャース（Victoria Hughes, née Rogers, 1897年6月22日 - 1978年8月30日）はイギリスのトイレの係員 (lavatory attendant) で、同種の職業において初めて『オックスフォード英国人名事典』に掲載がなされた人物である。彼女が80歳の時に出した回想録『レディース・マイル（Ladies' Mile）』は多少なりとも世間に衝撃を与えたものの、その後は貴重な郷土資料としての価値が認められるようになった。

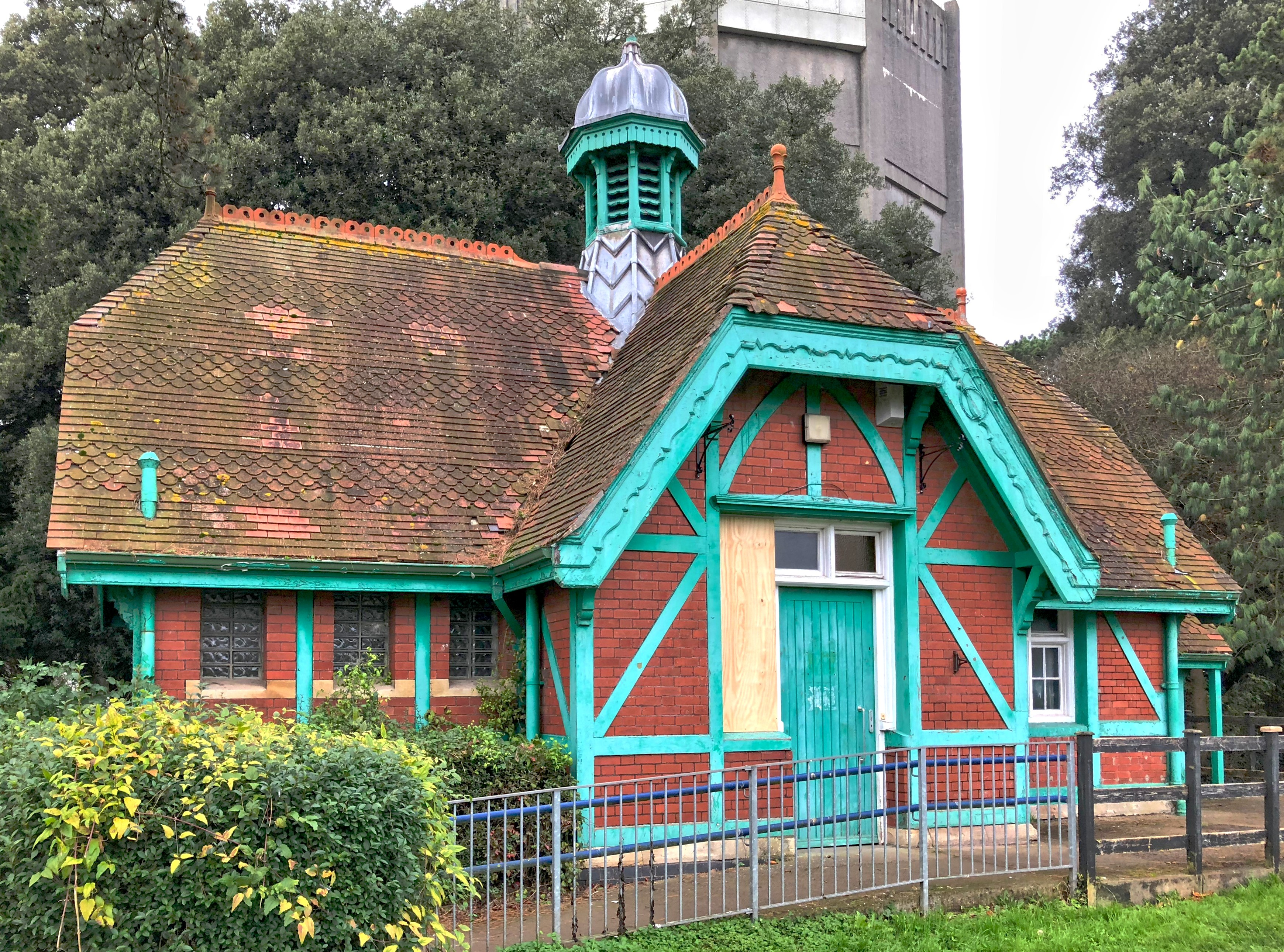
ヒューズが長年勤務していたブリストルのストークロードにある公衆トイレ

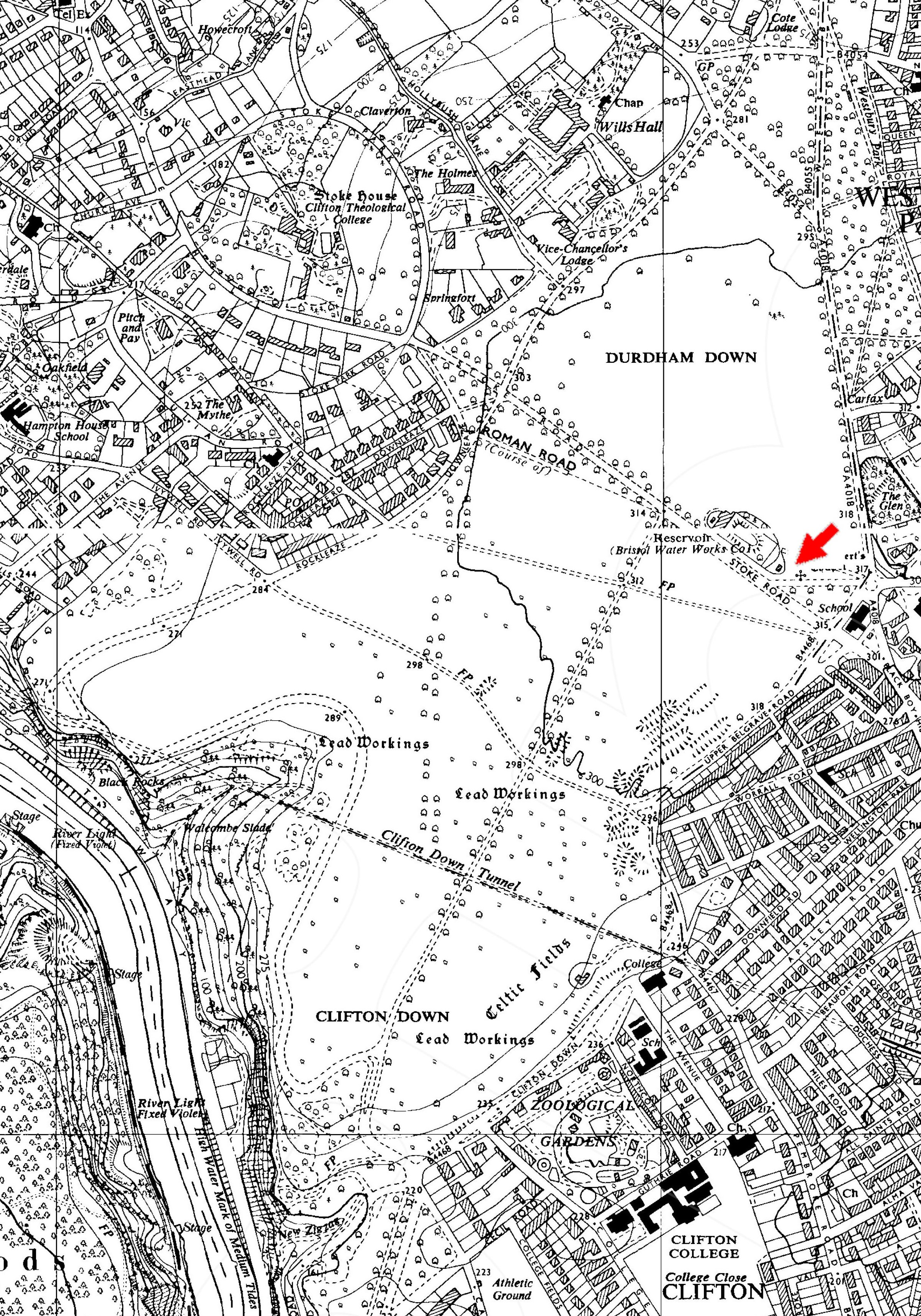
1955年当時のダーダム・ダウンの地図上で確認できるヒューズの勤務先

## 早年
ヴィクトリア・ヒューズは、1897年6月22日、イギリス西部の港湾都市ブリストルのブラックボーイ・ヒル（Blackboy Hill）のそばのウッドベリー・レーン（Woodbury Lane）にて、ヴィクトリア・ロジャースとして生まれた。彼女は足場職人のアルフレッド・ウィリアム・ロジャース（Alfred William Rogers）と彼の妻のエレン・ロジャース（Ellen Rogers）がもうけた10人の子どものうちの5人目であった。
市内クリフトン (Clifton, Bristol) のウォーラル・ロード（Worrall Road）に近いアングルシー・スクール（Anglesea School）を卒業した彼女は、20世紀初頭のブリストルでは多くの少女たちがそうしたように、市内ベドミンスター (Bedminster, Bristol) にあるW・D・&H・O・ウィルズのたばこ工場で働き出した。歩いて通勤するのを日課としていた彼女は、その途中で金物商の徒弟のリチャード・ヒューズ（Richard Hughes, 1896 - 1965）と出会った。知り合った二人は結婚を前提とした交際をはじめるが、家族に婚約を反対された彼は彼女の実家に身を寄せることになった。それでも二人は1916年7月16日に結婚を果たす一方で、夫となった彼はその日からフランスで戦うためにロイヤル・バークシャー連隊に入営し、第一次世界大戦最大の会戦となるソンムの戦いへ参戦した。

## 経歴
ヒューズの夫は戦いを生き抜いて帰還したものの戦地で塹壕足に侵され、跛行の後遺症や視力低下の異変を抱えながらブリストルに戻ってきた。二人はのちにマーガレット（Margaret, 1920年生まれ）とバーバラ（Barbara, 1931年生まれ）の2人の娘を授かるが、夫に十分な収入を得られる働き口はなく、やむなく家族の生活を支えるために彼女が主な働き手になった。

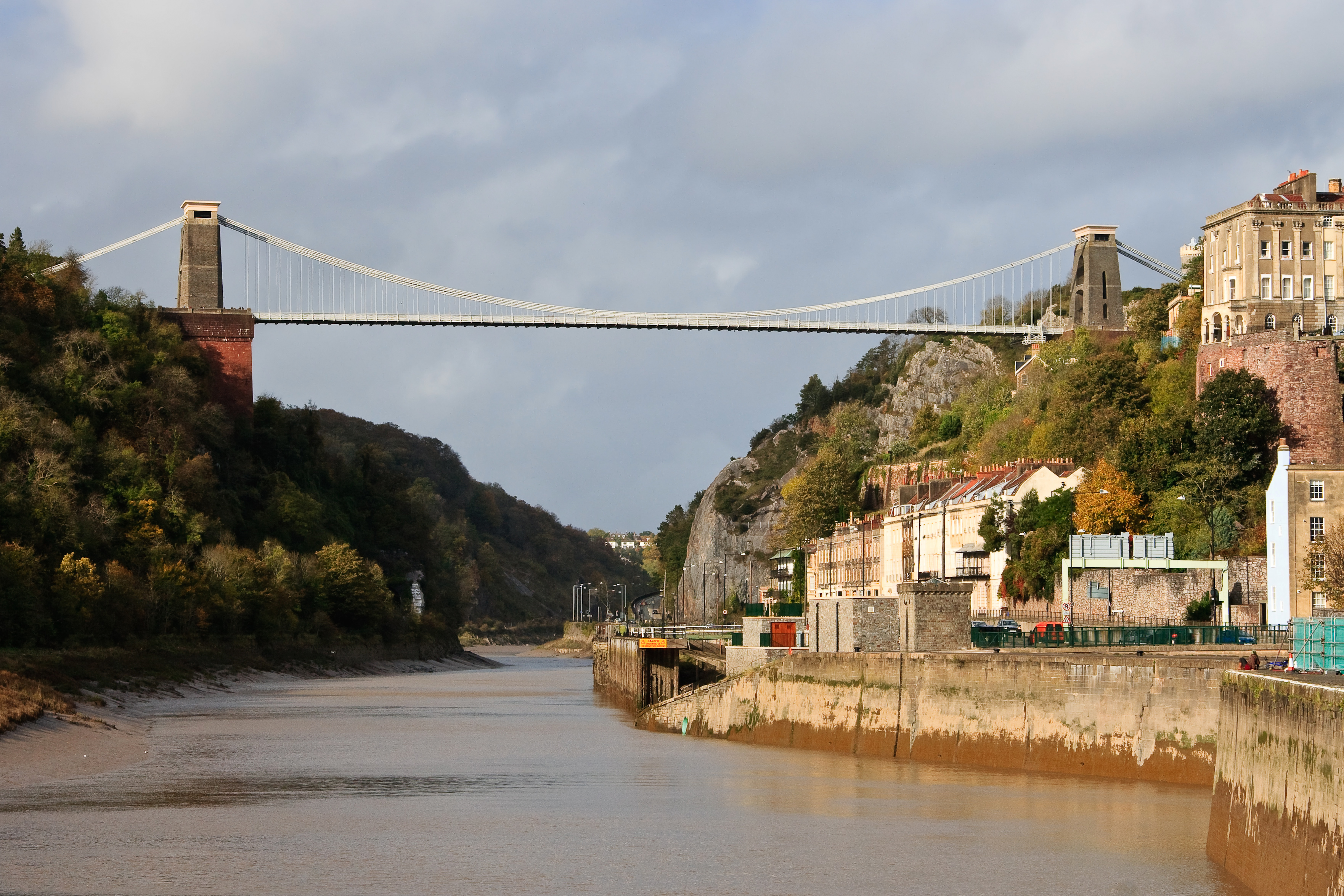
世界的な名所としてほぼ当時のまま残るクリフトン吊橋とその周辺の景観

ヒューズがトイレの係員の道に入ったのは1929年の夏で、クリフトン吊橋のたもとの公衆トイレで週に2日働いて、4シリング6ペンス支払われるといった条件であった。以前は収入さえ得られれば良いのだと割り切ることが、むしろはしたないことだと考えていたものの、続けるうちに自分の仕事に自信が持てるようになった。それからフルタイムで週に2ギニーも稼げる勤務先の話が来て、応じたのがこの仕事の本格的な始まりになった。
1962年5月に64歳で退職するまでの33年間、ヒューズは「お手洗いオバサン（loo lady）」と称し、ブリストルのダーダム・ダウンにあるストーク・ロード（Stoke Road）に面した公衆トイレに勤務した。主な仕事内容はチケットの発行、清掃、衛生用品の販売であった。彼女は働きはじめてすぐに利用者の多くが近くのレディース・マイルで働く売春婦であることに気付いた。見たことも考えたこともない別世界と急接近したヒューズは、ショックを受けながらも売春婦たちに好意を抱き共依存のような関係に発展していった。彼女は自分の考えを曲げることはしなかったが、礼儀正しく振る舞いながらも我を押し通すことはせず、常にお茶を出したり相手のことを思いやってアドバイス与えた。時には個人的に金銭面での支援をしたり揉め事への直接介入もあったという。そのような彼女は自身の勤務生活についてつづるためのノートを持っていた。

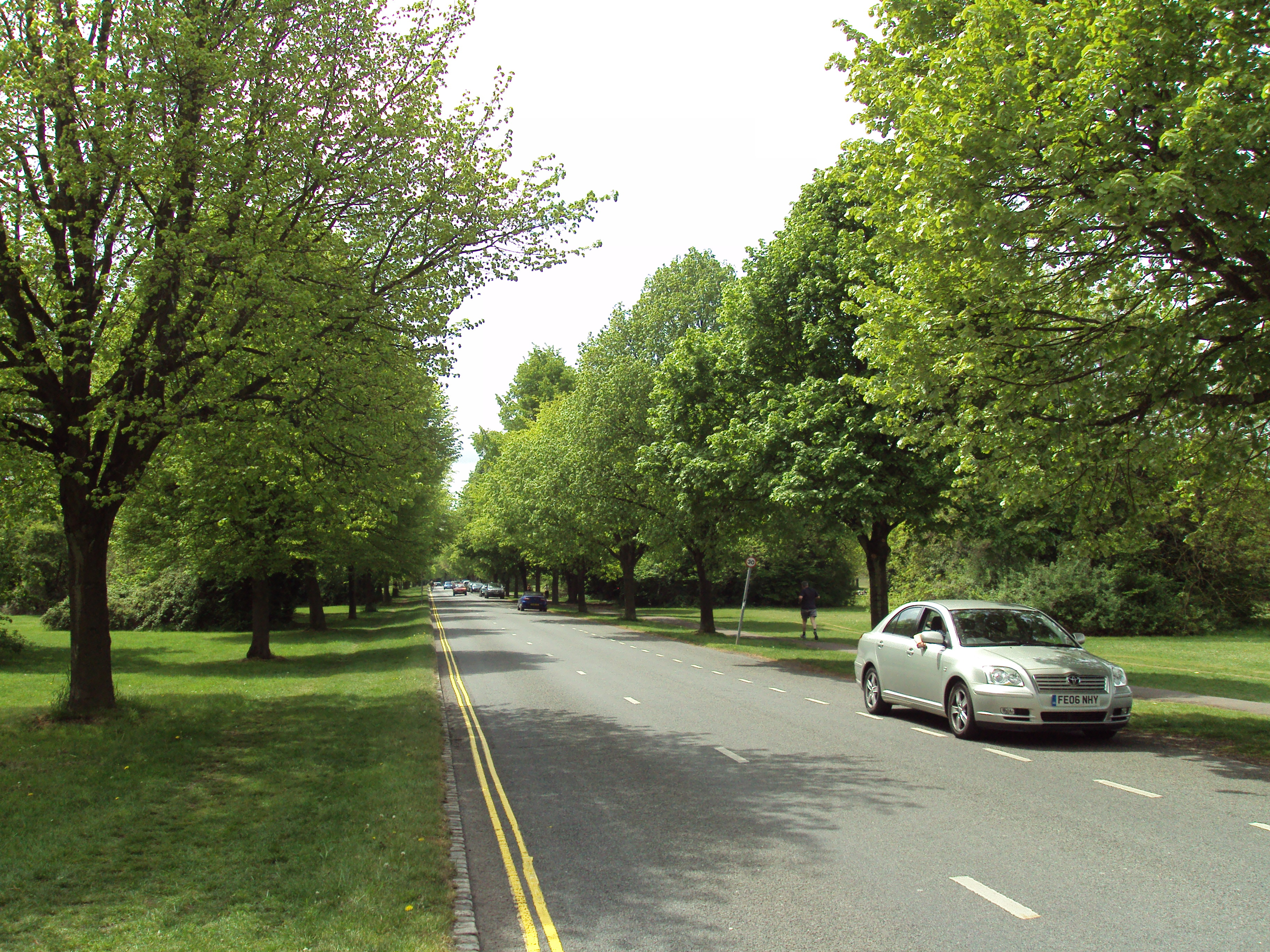
その1本1本が売春婦たちのブースとなっていたレディース・マイルの木々

1977年、80歳となったヒューズの回想録が『レディース・マイル』と題して出版された。彼女が勤務していた公衆トイレは売春婦たちの避難場所にもなったといい、ヒューズは出版と同時に「女の子たちにとって母親も同然の存在でありたかった」と述べ、その世界の女性の多くが抱えた貧困や生活苦への理解を求めた。彼女の著書はのちにデイリー・テレグラフによって 「当時は衝撃を受けた人もいたが、それ以来、貴重な郷土史の資料となった」と評されている。どのように「衝撃を受けた」かについて具体的には、彼女によって地域社会・歴史の暗部や恥部を一方的に暴露されたと捉える層がいたため、ブリストル内外において相当な波紋を呼んだということである。回想録とはいっても15年前までの33年間を記憶を頼りに振り返るのではなく、勤務中に接した売春婦たちの赤裸々な事実をその場で確実に記したノートが元になっており、当時の時代背景を風化させまいと掘り返しているようにも受け止められた。
彼女としては、第二次世界大戦中と前後してレディース・マイルの木々の間で行われてきたことは、この街の歴史の一部であり、港湾都市であるブリストルの売春婦たちはそこが良い市場であるのを見出したに過ぎず、売春に世間をあっと言わせるほどの特別な意味などないと主張していた。そもそもトイレの係員として道徳的な啓蒙などを誰からも頼まれておらず、利用者からひたすら小銭を受け取ることが仕事であったと振り返った。

## 晩年
私生活では教会の親睦会に参加しながら、月並みでも幸せな家庭の主婦であったと語っているが、家では料理の研究をしたり裁縫などの実用的な家事を趣味としていた。また、自転車に乗るのが好きで晩年もサイクリングに出掛ける活発なところがあった。1958年からヒューズ夫妻は、ブリストルのビショップストン (Bishopston, Bristol)  のグロスター・ロード (Gloucester Road, Bristol) に面したテラスハウスで暮らしていたが、彼女はその家で1978年8月30日に癌のため死去した。亡くなる半年前に地元紙が報じていた資産は家の価値を含めて11,000ポンドであった。
四半世紀経った2003年、彼女が勤務していた公衆トイレにブルー・プラークが設置され、2006年には、この手の職業では初めてとなる彼女の記事が『オックスフォード英国人名事典』に掲載された。

## 著書
- Victoria Hughes; David Foot (1977-11-01). David Foot. ed. Ladies' Mile - The Remarkable and Shocking Story of Twilight Bristol. Abson Books. ISBN 9780902920316

## トイレの係員
トイレの係員を意味するバスルーム・アテンダント、レストゥルーム・アテンダント、トイレット・アテンダント、ウォッシュルーム・アテンダント（英語: bathroom attendant, restroom attendant, toilet attendant, or washroom attendant）とは、公衆トイレの清掃員を指す。清掃業務に加えて公衆トイレの維持管理に必要なトイレットペーパー、石鹸、ペーパータオルなどの消耗品の点検・補充を行う。有料トイレでもコイン式の改札口や扉のないところでは係員が徴収する。
トイレの係員の中には利用者にサービスを提供したり、薬物乱用や喧嘩を防ぐことで秩序を保っている例もある。